# 吕凤鼎
吕凤鼎（1946年12月—），男，安徽凤台人，中华人民共和国政治人物、外交官。

## 生平
1970年，吕凤台毕业于北京外国语学院英语系。1973年，进入中华人民共和国外交部工作，先后在外交部翻译室、驻冈比亚大使馆、外交部美洲大洋洲司、驻澳大利亚大使馆任职。
在驻澳大利亚大使馆任职期间，吕凤鼎参加了与密克罗尼西亚联邦的建交谈判，并于1990年赴密联邦筹组驻密联邦大使馆、同年负责与马绍尔群岛建交磋商工作。1992年，回任驻澳大利亚大使馆参赞。1995年2月，出任中华人民共和国驻尼日利亚大使。1999年，任中央外事工作领导小组办公室副主任。2004年9月，出任中华人民共和国驻瑞典大使。2008年，离任退休，退居二线，任外交部外交政策咨询委员会委员。2013年，任中国公共外交协会副会长。
2008年，当选第十一届全国政协委员，代表对外友好界，分入第四十七组。并担任外事委员会专委。